# 超小型衛星打上げ機

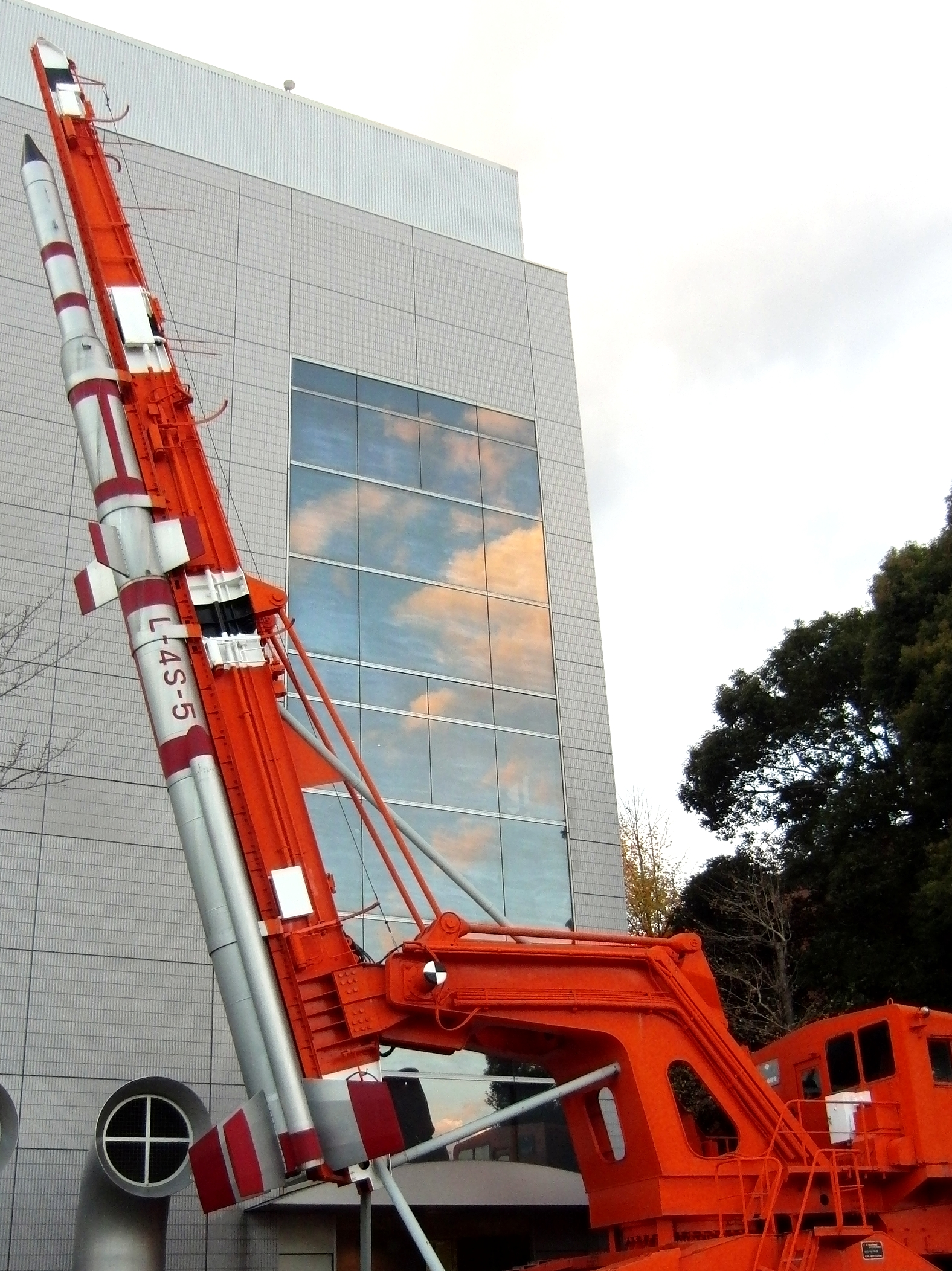
国立科学博物館に展示される日本初の人工衛星であるおおすみを打ち上げたL-4Sロケットと発射台

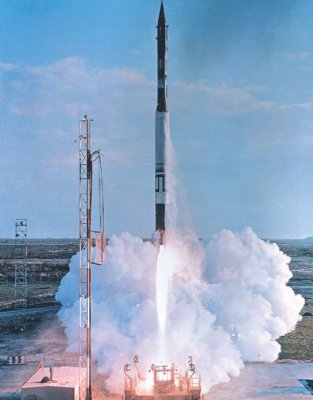
ヴァンガードロケット

超小型衛星打上げ機（ちょうこがたえいせいうちあげき、Very Small Launch Vehicles、略称：VSLVs）とは、現在各国で開発が進められている低軌道へ100kg未満の人工衛星を打ち上げる能力を有する概ね10トン未満の人工衛星打上げ機である。理論上は全長265cm、直径36cm、重量200kg、推力560kg、3段式で100gのペイロードを軌道に投入するロケットが実現可能とされる。

## 概要
近年、技術の進歩によりCubeSatをはじめとする超小型人工衛星の打上げが増えつつある。それらの大半は相乗り衛星として打ち上げられるが、数年間待たされたり、必ずしも目的に合致した軌道ではない場合もある。それらの需要に応じるために小型の人工衛星打上げ専用のロケットの開発が望まれてきた。1950年代の宇宙開発の黎明期からヴァンガードのように既に小型の人工衛星打上げ用のロケットは存在したが、それらは現在の基準では高価で打ち上げ能力や信頼性が低かった。近年では最新技術を取り入れる事により、高信頼性、廉価、高性能のロケットを開発する機運が各国の企業、民間団体で高まりつつある。

### 記録の変遷
| 打上げ日      | 国             | 打上げ機名称       | 打上げ機総重量 | 衛星名称            | 衛星重量 |
| ------------- | -------------- | ------------------ | -------------- | ------------------- | -------- |
| 1957年10月4日 | ソビエト連邦   | スプートニク8A71PS | 267トン        | スプートニク1号     | 83.6kg   |
| 1958年2月1日  | アメリカ合衆国 | ジュノーI          | 29トン         | エクスプローラー1号 | 14kg     |
| 1958年3月17日 | アメリカ合衆国 | ヴァンガード       | 10トン         | ヴァンガード1号     | 1.5kg    |
| 1970年2月11日 | 日本           | L-4Sロケット       | 9.4トン        | おおすみ            | 26kg     |
| 2018年2月3日  | 日本           | SS-520ロケット     | 2.6トン        | たすき              | 3kg      |

## 主な計画
ロシア
低軌道へ100kgのペイロードを投入する能力を備えるAldan
ブラジル
全備重量7800kgで20kgの衛星を打ち上げる過酸化水素を酸化剤として使用するハイブリッドロケットの概念検討
アメリカ
2003年8月にNASAはVery Small Launch Vehicles (VSLVs)の開発を加速するためにNASA Launch Services Enabling eXploration & Technology (NEXT) programme/competitionを策定した。NEXTは中止された2週間以内に個別の2機のCubeSatを軌道投入する能力を有する最初の企業に賞金$300万ドルが授与される予定だったNano-Satellite Launch Challengeの後継に該当する。
NEXT プログラムでは15kgの重量を伴う3UのCunbeSatを最低高度425kmの極軌道と太陽同期軌道軌道投入する能力を有するとされ、2016年に実証機が$300,000の支払額で打ち上げ予定。NEXT プログラムでは複数の候補が参加を表明している。
高度750kmの地球周回軌道に25kgのペイロードを投入する能力を備えるSWORDSや、Garvey Spacecraftは10kgのペイロードを軌道に投入可能なP-19を開発中で、Ventions LLCはNASAからのSBIRの資金で再生冷却式のエンジンを開発中で15kgを軌道に投入可能とされる。Ventionsは40kgのペイロードを軌道投入できる能力を有する空中発射式のGo Launcherを開発中のOrbit Launch Servicesにもエンジンを供給する。ブラック・ブラント XIIも地球周回軌道への投入が可能とされる。
イギリス
Tranquility Aerospaceが低軌道へ2kgの打ち上げ能力を有するDevon 2を開発中。
ルーマニア
ARCAは50kgのペイロードを軌道に投入可能な打ち上げ機の前段階として単段式のHaas 2Cを開発中。
日本
首都大学東京では多段式ハイブリッドロケットの概念設計が検討され、IHIエアロスペースでは全備重量7.4トンで50kgを低軌道に投入可能なμLambdaが検討され、植松電機がハイブリッドロケットであるCAMUIロケット、インターステラテクノロジズが小型液体燃料ロケットZEROを開発中。
JAXA傘下のISASでは、3段式にすることで地球周回軌道に約15kgを投入可能だと検討されてきた、全備重量2.6トンの観測用ロケットSS-520を運用してきたが、実際に2018年2月3日、技術実証試験としてTRICOM-1Rこと「たすき」(約3kg)の軌道投入に成功。おおすみを打ち上げた重量9.4tのL-4Sロケット以来48年ぶりに「実際に人工衛星を打ち上げた史上最小のロケット」の記録を更新した。
インドネシア
低軌道に無誘導方式（重力ターン方式#無誘導重力ターン）で50kgの投入能力を有するRPS-420が開発中。